# Alexander Molony
Alexander Molony (Londres, Inglaterra, 12 de septiembre de 2006), es un actor británico de ascendencia Isleña del Pacífico. Hizo su debut cinematográfico como Peter Pan en la película de Disney Peter Pan & Wendy. Actualmente asiste a Trinity School of John Whitgift en Croydon.

## Carrera
Anteriormente fue elegido para el papel principal en la animación infantil Claude, en Disney Junior. También es conocido por interpretar al hijo del comediante Romesh Ranganathan en la comedia Sky The Reluctant Landlord, Ooo-Ooo the Monkey en Raa Raa the Noisy Lion y Alex the Chick en The Big Bad Fox and Other Tales. También apareció como Young Macduff en la producción de RSC de Macbeth at the Barbican, junto a Christopher Eccleston y Niamh Cusack.

## Filmografía

### Cine
| Año  | Título                            | Papel      | Notas                             | Ref.  |
| ---- | --------------------------------- | ---------- | --------------------------------- | ----- |
| 2017 | El gran zorro feroz y sus cuentos | Alex (voz) |                                   | [ 1 ] |
| 2023 | Peter Pan & Wendy                 | Peter Pan  | Protagonista; Película de Disney+ | [ 2 ] |

### Televisión
| Año       | Título                 | Papel                 | Notas        | Ref. |
| --------- | ---------------------- | --------------------- | ------------ | ---- |
| 2017      | Ra Ra el León          | Ooo-Ooo el mono (voz) |              |      |
| 2017      | Claude                 | Claude (voz)          | Protagonista |      |
| 2018-2019 | The Reluctant Landlord | Charlie               | Protagonista |      |